# STING (protéine)
Pour les articles homonymes, voir Sting (homonymie).
La protéine STING, de l'anglais Stimulator of Interferon Genes, est l'une deux protéines de la voie cGAS-STING du système immunitaire inné activée en présence d'ADN cytosolique dans les cellules d'eucaryotes. Chez l'homme, elle est codée par le gène STING1, situé sur le chromosome 5.

## Rôle
Il s'agit d'une protéine transmembranaire du réticulum endoplasmique dont le rôle est d'activer la production d'interférons de type I en présence d'un dinucléotide particulier aux métazoaires, le GMP-AMP cyclique, ou GAMPc. Ce dernier est lui-même produit par la GMP-AMP cyclique synthase, ou cGAS, en présence d'ADN cytosolique, et joue le rôle de second messager entre la cGAS et la protéine STING. Cette dernière va activer IKK et TBK1, permettant la phosphorylation de IRF3. Le complexe formé entre ensuite dans le noyau pour moduler l'expression de certains gènes, dont ceux de certains interférons, intervenant dans l'inflammation.
STING est également stimulée par la fusion de l'enveloppe d'un virus avec la membrane plasmique d'une cellule. Elle interagit par ailleurs avec les protéines RIG-I (en) et SSR2 (en).
Les interférons interviennent dans l'immunité. Ceux produits par la voie cGAS-STING favorisent l'apoptose, en particulier dans les lymphocytes T par l'intermédiaire du facteur de transcription IRF3.

## En médecine
STING semble intervenir dans la genèse de l'athérome, par son activation par l'intermédiaire de petites chaînes d'ADN libérées sous l'action d'un régime trop riche.
Une mutation de son gène provoque un syndrome inflammatoire héréditaire, proche d'un lupus érythémateux disséminé.
Une autre mutation, avec gain de fonction, entraîne une maladie vasculaire et inflammatoire chez l'enfant.
Dans les anévrismes et dissections aortiques, l'activité de la protéine STING est augmentée, conduisant à une destruction des cellules musculaires lisses et contribuant à la genèse de l'atteinte vasculaire.